# (1981) Midas
(1981) Midas (1973 EA) – planetoida z grupy Apollo okrążająca Słońce w ciągu 2,37 lat w średniej odległości 1,78 j.a. Odkryta 6 marca 1973 roku.